# كليمنت إيريارت
كليمنت إيريارت (بالإسبانية: Clemente Iriarte)‏ هو لاعب كرة قدم إسباني في مركز الوسط، ولد في 25 يوليو 1946 في بنبلونة في إسبانيا، وتوفي بنفس المكان في 29 ديسمبر 2021. لعب مع رايو فايكانو.